# Phẫu thuật nâng cánh tay
Phẫu thuật nâng cánh tay (Brachioplasty) là một thủ tục phẫu thuật để định hình lại và cung cấp đường viền được cải thiện cho cánh tay trên và khu vực kết nối của thành ngực. Phẫu thuật nâng cánh taythường được sử dụng để giải quyết các vấn đề như da lỏng lẻo hoặc mỡ quá mức ở cánh tay khi nó không đáp ứng tốt với chế độ ăn kiêng và tập thể dục. Phẫu thuật nâng cánh tay là một thủ tục phổ biến cho những bệnh nhân đã trải qua quá trình giảm cân lớn và đã trở nên phổ biến từ năm 2000.

## Kỹ thuật nâng cánh tay

### Hút mỡ cánh tay
Cách làm ít xâm lấn nhất để tạo đường viền cho cánh tay trên chỉ đơn giản là loại bỏ mỡ thừa thông qua hút mỡ. Tuy nhiên, hút mỡ sâu truyền thống thường để lại làn da chảy xệ và nhăn nheo. Một thay thế cho điều này là phương pháp hút mỡ Circumferential para-Axillary Superficial Tumecent (CAST), giúp tối đa hóa quá trình co rút da.
Trong các điều kiện thích hợp như độ đàn hồi của da đầy đủ và da thừa tối thiểu, vết mổ phẫu thuật cho phẫu thuật tạo hình có thể được đặt dưới cánh tay. Điều này cho phép dễ dàng che giấu vết sẹo. Phẫu thuật cắt rạch tối thiểu bao gồm phẫu thuật tạo hình cánh tay trên, cắt bỏ phần nách và phần trên của cánh tay trên, và hệ thống treo da của phần trên cánh tay đến phần nách.

### Phẫu thuật truyền thống
Phẫu thuật brachioplasty điển hình liên quan đến việc loại bỏ da lỏng lẻo quá mức thông qua phẫu thuật cắt bỏ, để lại một vết sẹo đáng kể dọc theo phần dưới của cánh tay trên.

### Phẫu thuật mở rộng
Nếu cũng có một lượng đáng kể của da lỏng lẻo đi từ cánh tay trên và tiếp tục dọc theo thành ngực, có thể được yêu cầu phẫu thuật mở rộng. Trong một phẫu thuật nâng cánh tay mở rộng, vết rạch và cắt bỏ da tiếp tục dọc theo cánh tay trên vào khu vực dưới cánh tay dọc theo thành ngực.